# Тонкошуровка
Тонкошу́ровка (каз. Тонкошуров) — село у складі Єсільського району Північноказахстанської області Казахстану. Входить до складу Заградовського сільського округу.
Населення — 93 особи (2021; 259 у 2009, 606 у 1999, 920 у 1989).
Національний склад станом на 1989 рік:
- німці — 100 %.